# 小幡修
小幡 修（おばた おさむ、1948年 - ）は、日本の銀行家。親和銀行元頭取。

## 来歴
長崎県出身。1972年、西南学院大学法学部を卒業し、福岡銀行に入行した。
2002年に取締役に就任する。以後、常務（2005年）、専務執行役員（2006年）、副頭取（2010年）を経て、2012年に親和銀行頭取に就任した。。
2014年にふくおかフィナンシャルグループ顧問となる。